# Port lotniczy Cagliari-Elmas
Port lotniczy Cagliari-Elmas (IATA: CAG, ICAO: LIEE) – międzynarodowy port lotniczy położony 4 km na północny zachód od Cagliari, na Sardynii, we Włoszech.

## Linie lotnicze i połączenia
| Linia lotnicza    | Kierunek |
| ----------------- | --- |
| Air France        | Sezonowo: 1. Paryż-Charles de Gaulle |
| Air Malta         | 1. Malta |
| AlbaStar          | Sezonowo: 1. Mediolan-Bergamo Sezonowe czartery: 1. Mediolan-Malpensa |
| Austrian Airlines | Sezonowo: 1. Wiedeń |
| British Airways   | Sezonowo: 1. Londyn-Gatwick |
| EasyJet           | 1. Mediolan-Malpensa Sezonowo: 1. / Bazylea 2. Genewa 3. Londyn-Gatwick 4. Lyon 5. Neapol 6. Paryż-Orly |
| Edelweiss Air     | Sezonowo: 1. Zurych |
| Eurowings         | Sezonowo: 1. Düsseldorf 2. Stuttgart |
| Iberia            | Sezonowo: 1. Madryt (powrót od 29 lipca 2024) |
| ITA Airways       | 1. Mediolan-Linate 2. Rzym-Fiumicino |
| KLM               | Sezonowo: 1. Amsterdam |
| Lufthansa         | Sezonowo: 1. Frankfurt 2. Monachium |
| Luxair            | Sezonowo: 1. Luksemburg |
| Marathon Airlines | Sezonowe czartery: 1. Innsbruck |
| Neos              | Sezonowo: 1. Bolonia 2. Mediolan-Malpensa 3. Werona |
| Ryanair           | 1. Bari 2. Paryż-Beauvais 3. Mediolan-Bergamo 4. Bolonia 5. Budapeszt 6. Katania 7. Bruksela-Charleroi 8. Cuneo 9. Genua 10. Kraków 11. Londyn-Stansted 12. Malta 13. Mediolan-Malpensa 14. Neapol 15. Norymberga 16. Palermo 17. Parma 18. Piza 19. Porto 20. Rimini 21. Rzym-Ciampino 22. Sewilla 23. Turyn 24. Walencja 25. Wenecja 26. Werona Sezonowo: 1. Carcassonne 2. Dublin 3. Göteborg 4. Frankfurt-Hahn 5. Karlsruhe/Baden-Baden 6. Madryt 7. Palma de Mallorca 8. Perugia 9. Poznań 10. Triest 11. Wiedeń 12. Warszawa-Modlin 13. Weeze |
| Sky Alps          | Sezonowo: 1. Bolzano |
| Smartwings        | Sezonowo: 1. Praga |
| Transavia.com     | Sezonowo: 1. Paryż-Orly |
| Volotea           | 1. Ankona 2. Barcelona 3. Mediolan-Linate 4. Neapol 5. Rzym-Fiumicino 6. Turyn 7. Werona Sezonowo: 1. Ateny 2. Bilbao 3. Bordeaux 4. Brindisi 5. Florencja 6. Lyon 7. Marsylia 8. Nantes 9. Tuluza 10. Wenecja |
| Vueling Airlines  | 1. Barcelona |